# 1 Samodzielny Batalion Kobiecy im. Emilii Plater
1 Samodzielny Batalion Kobiecy im. Emilii Plater – pododdział piechoty Wojska Polskiego. Patronką jednostki była Emilia Plater, stąd kobiety pełniące w niej służbę nazywano „platerówkami”.

## Historia
Batalion został sformowany 19 sierpnia 1943 w Sielcach, w składzie 1 Korpusu Polskich Sił Zbrojnych w ZSRR.
Po okresie organizacyjnym, od września 1943, w skład batalionu wchodziły: szkoła podoficerska, kompanie: 1 i 2 fizylierek, 1 i 2 strzeleckie oraz rusznic ppanc. i ckm; plutony: moździerzy, zwiadu, łączności, sanitarny, saperów i gospodarczy. 30 września 1943 r. batalion tworzyło 740 szeregowych, podoficerów i oficerów, a 7 kwietnia 1945 r. – 533 osoby.
1 września 1943 z batalionu została wyłączona 1 kompania fizylierek, która wyruszyła wraz z 1 DP na front; w czasie bitwy pod Lenino pełniła służbę wartowniczą przy sztabie dywizji; jedną drużynę przydzielono do plutonu sanitarnego 2 pp dla wynoszenia rannych z pola walki, udzielania pierwszej pomocy oraz eskortowania jeńców. 2 kompania strzelców 5 grudnia przydzielona została 2 DP.
9 stycznia 1944, w związku z przegrupowaniem jednostek polskich, batalion przerzucono do wsi Łuczynka na Smoleńszczyźnie, w marcu do m. Żeleźniak pod Trojanowem (obwód żytomierski), w maju do Kiwerc; w lipcu wkroczył na ziemie polskie. Od 17 lipca pełnił służbę wartowniczą w jednostkach tyłowych armii.

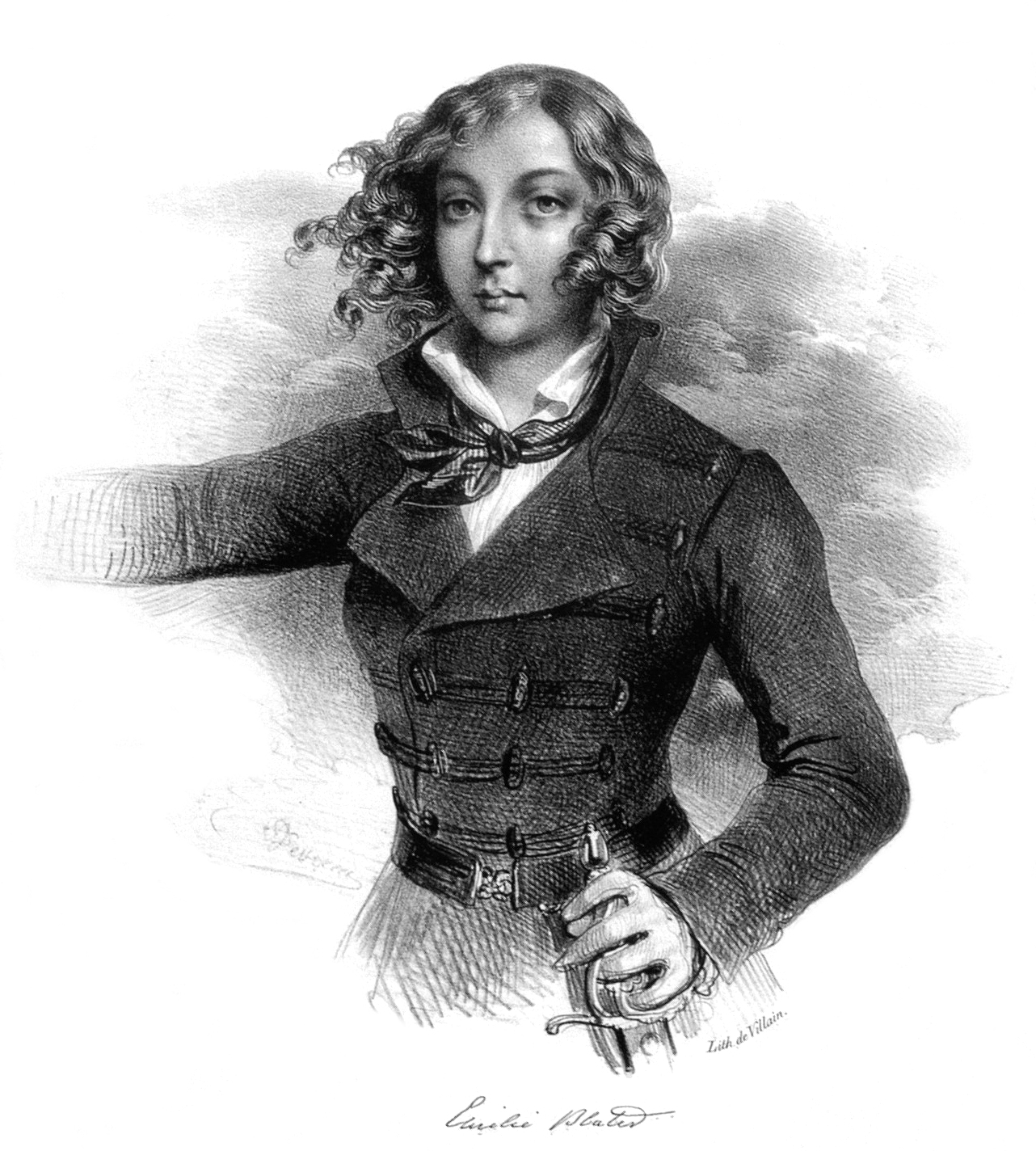
Emilia Plater

14 września 1944 została wyzwolona prawobrzeżna Warszawa. Nasiliło się bezprawie i kradzież, w związku z czym przy komisariatach milicji obywatelskiej dowództwo garnizonu utworzyło komendy wojskowe – celem utrzymania porządku publicznego, zabezpieczenia mienia publicznego i zapewnienia bezpieczeństwa. Do tej trudnej wartowniczej służby został wyznaczony 1 Samodzielny Batalion Kobiecy im. Emilii Plater.  Od 12 października platerówki służbę garnizonową na Pradze. Fizylierki tego batalionu 17 stycznia 1945 r. – tuż po wyzwoleniu – w godzinach popołudniowych zaciągnęły wartę przed Grobem Nieznanego Żołnierza w Warszawie.
W pierwszej połowie 1945 roku platerówki pomagały w utrzymywaniu porządku w mieście. 21 marca 1945 batalion został bezpośrednio podporządkowany Sztabowi Generalnemu WP i podzielony na komisariaty wojskowe rozmieszczone w poszczególnych dzielnicach Warszawy.
Batalion został rozformowany na mocy rozkazu Naczelnego Dowódcy WP z 25 maja 1945. Część żołnierzy 1 SBK osiedliła się w zachodniej Polsce tworząc osiedle Platerowo. Powojenne dzieje zainspirowały film Rzeczpospolita babska, częściowo tam nakręcony.

## Sztandar batalionu
Sztandar batalionu został ufundowany przez Związek Patriotów Polskich i wręczony w końcu 1943 roku w miejscu formowania.
Opis sztandru:

Płat o wymiarach 60×57 cm, obszyty z trzech stron żółtą frędzlą, przymocowany do drzewca za pomocą czerwonej jedwabnej tulei. Drzewce z jasno politurowanego drewna, z dwóch części skręcanych za pomocą okuć stalowych. Głowica w kształcie orła wspartego na cokole skrzynkowym z napisem: „Batalion Kobiecy im. Emilii Plater”.
Strona główna:

Czerwony krzyż kawalerski, pola między ramionami krzyża białe. Pośrodku aplikowany z białego jedwabiu orzeł w otoku wieńca laurowego. Wieniec aplikowany z żółtego jedwabiu haftowanego żółto-beżowo-brązowym jedwabiem i nićmi biało-beżowymi. Na ramionach krzyża haftowany żółtą nicią napis: „HONOR I OJCZYZNA”; „ZA NASZĄ I WASZĄ WOLNOŚĆ”. Na białych polach gałązki lauru.
Strona odwrotna:

Rysunek jak na stronie głównej. Pośrodku, na białym aplikowanym polu, kolorowo haftowana podobizna Emilii Plater w otoku wieńca jak na stronie głównej. Pod wizerunkiem i wieńcem haftowany żółtą nicią napis: „BATALION KOBIECY IM. EMILII PLATER”. Na białych polach aplikowane i haftowane żółto-biało-brązową nicią gałązki lauru; na dwóch górnych ponad gałązkami daty: „1831” i „1943.15.VII”.

## Kadra batalionu i „platerówki”
Dowódcy batalionu:

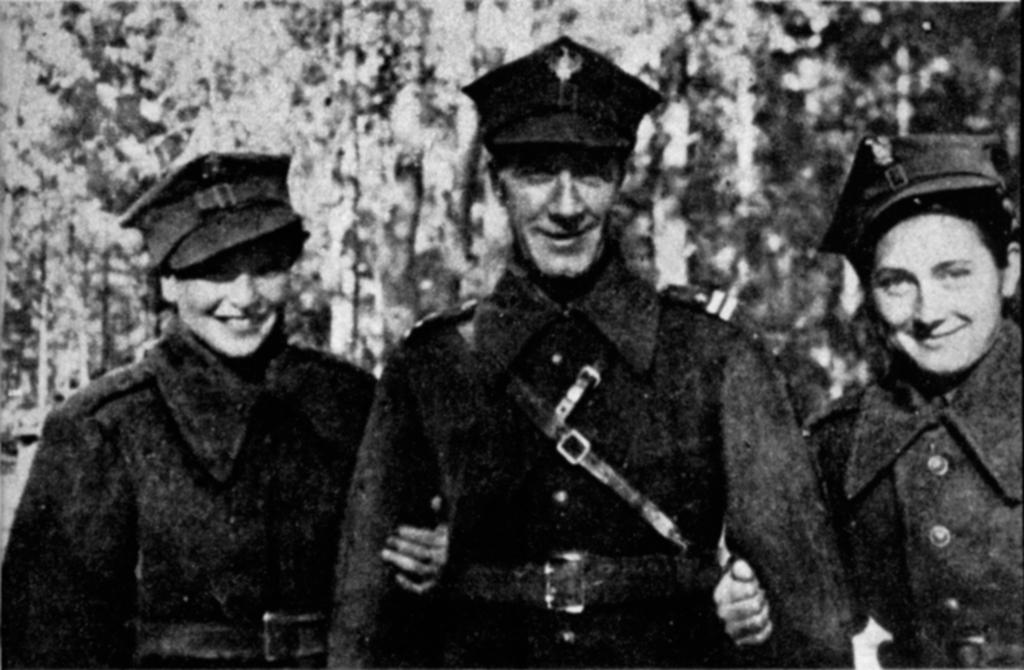
Mjr Marian Ćwiklewski w otoczeniu Platerówek, Sielce 1943

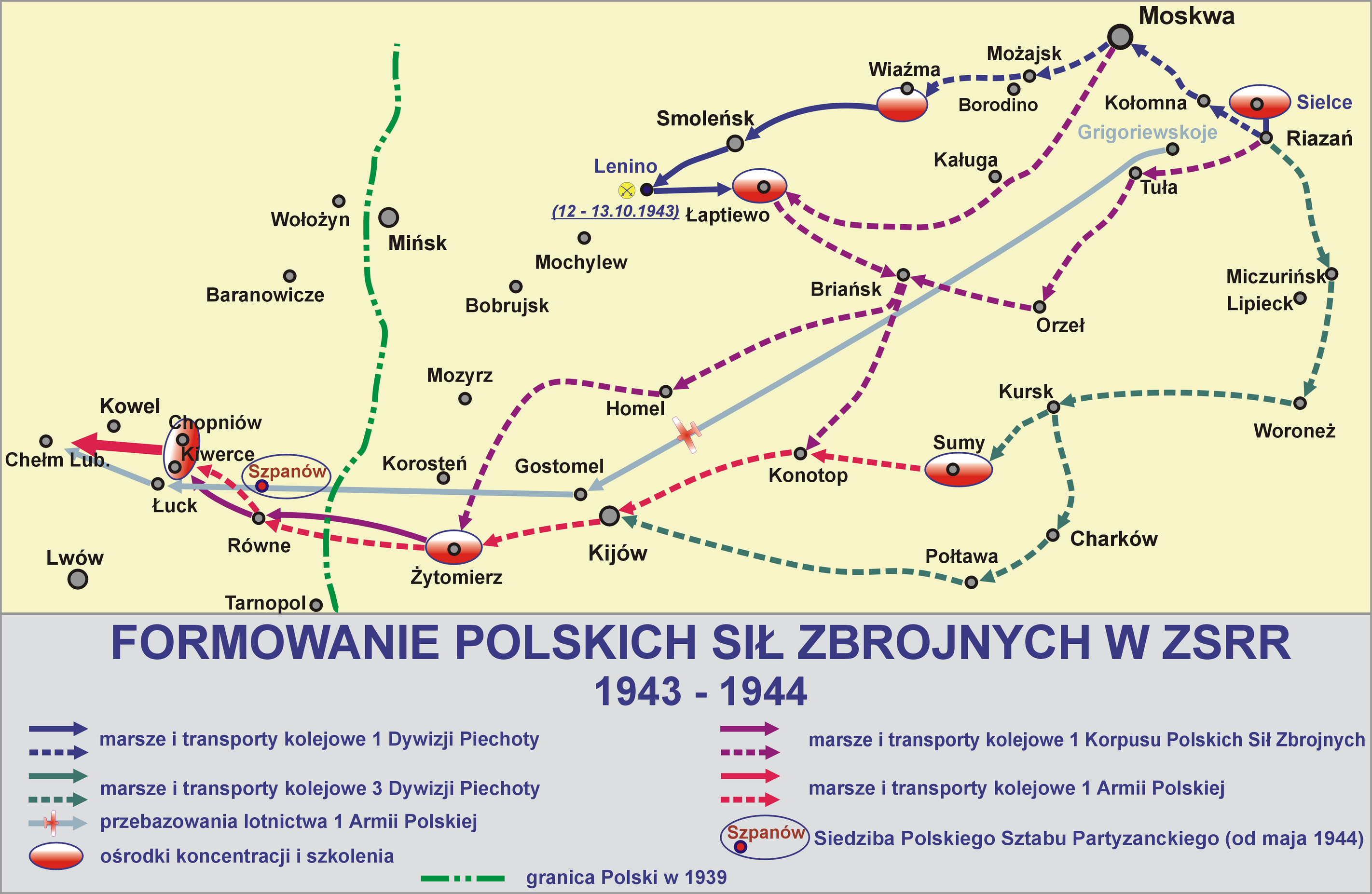

- por. Łupiński – kilka dni (źr. CAW, III-138.)
- por. Zygmunt Sobolewski (1 – 30 VII 1943)
- por. Aleksander Mac (1 VIII – 29 XII 1943)
- kpt. Bolesław Dróżdż (30 XII 1943 – 26 VII 1944)
- kpt. Aleksander Mac (27 VII 1944 – 12 XI 1944)
- ppłk Józef Lasoń (13 XI 1944 – V 1945)

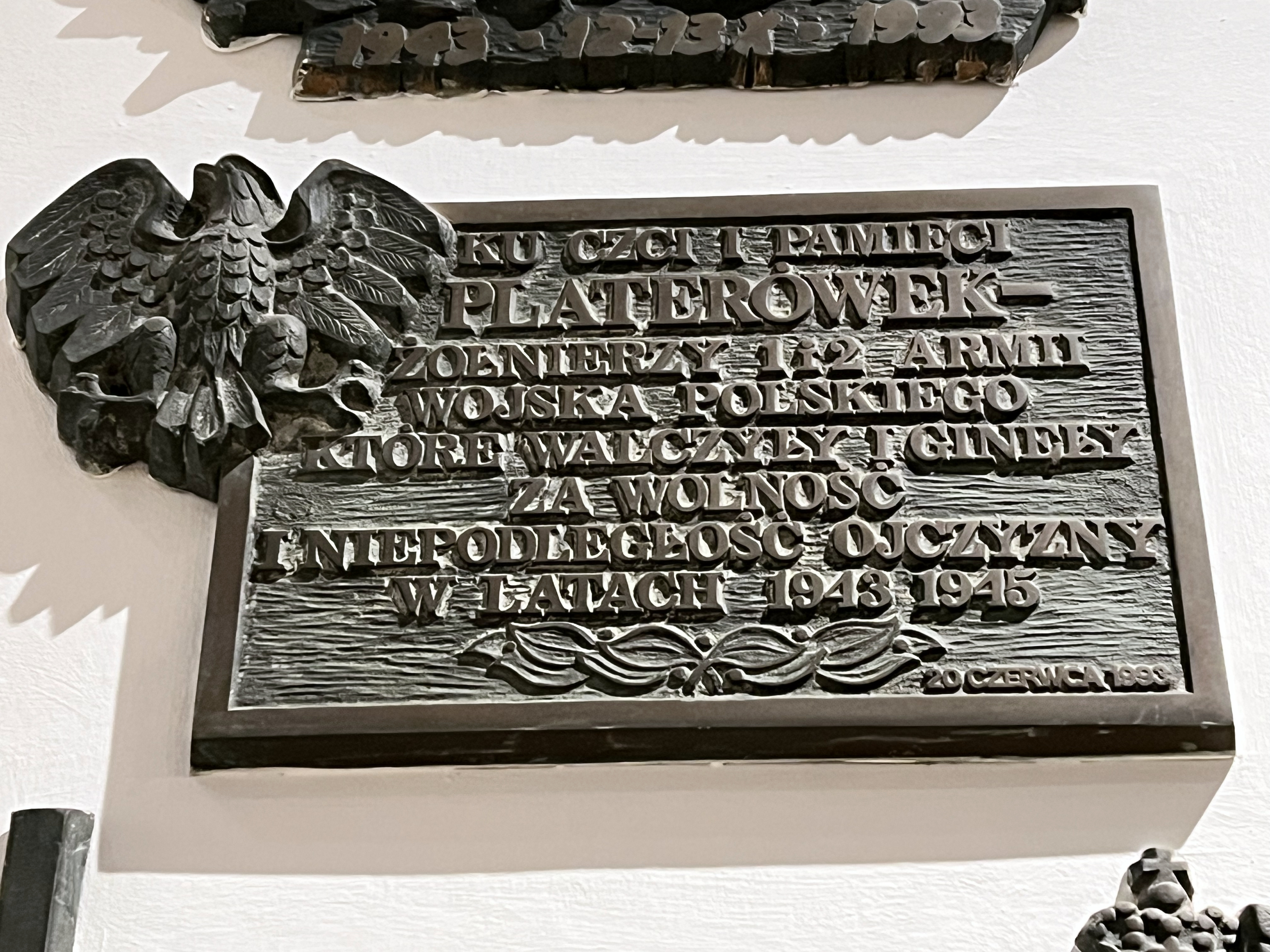
Tablica w katedrze polowej Wojska Polskiego

Zastępcy dowódcy do spraw liniowych:
- por. Aleksander Mac (1 – 30 VII 1943)
- por. Jan Drzewiecki (1 VIII 1943 – 12 III 1944)[3]
- por. Dominik Lisiewicz (13 III 1944 – V 1945)

Zastępcy dowódcy do spraw politycznych:
- por. Halina Zawadzka (16 VI – 23 VIII 1943)
- kpt. Irena Sztachelska (23 VIII – 10 X 1943)
- kpt. Ludwika Bibrowska (10 X 1943 – V 1945)

Szef sztabu
- chor. Aleksander Jankowski (1 IX 1943)

 Platerówki
- szer. Aniela Krzywoń
- kpt. Stanisława Drzewiecka
- chor. Helena Junkiewicz
- mjr Helena Jabłońska zd. Figura